# Zwierzyniec I (gromada)
Zwierzyniec I – dawna gromada, czyli najmniejsza jednostka podziału terytorialnego Polskiej Rzeczypospolitej Ludowej w latach 1954–1972.
Gromady, z gromadzkimi radami narodowymi (GRN) jako organami władzy najniższego stopnia na wsi, funkcjonowały od reformy reorganizującej administrację wiejską przeprowadzonej jesienią 1954 do momentu ich zniesienia z dniem 1 stycznia 1973, tym samym wypierając organizację gminną w latach 1954–1972.
Gromadę Zwierzyniec I z siedzibą GRN w Zwierzyńcu I (w obecnym brzmieniu Zwierzyniec Pierwszy) utworzono – jako jedną z 8759 gromad na obszarze Polski – w powiecie kłobuckim w woj. stalinogrodzkim, na mocy uchwały nr 19/54 WRN w Stalinogrodzie z dnia 5 października 1954. W skład jednostki weszły obszary dotychczasowych gromad Iwanowice Małe (z wyłączeniem kolonii Iwanowice-Naboków), Zwierzyniec I i Zwierzyniec II oraz osada Kleć z dotychczasowej gromady Opatów ze zniesionej gminy Opatów w tymże powiecie. Dla gromady ustalono 11 członków gromadzkiej rady narodowej.
20 grudnia 1956 województwo stalinogrodzkie przemianowano (z powrotem) na katowickie.
31 grudnia 1959 gromadę zniesiono, a jej obszar włączono do gromady Opatów w tymże powiecie.